# Väderstads kyrka
Väderstads kyrka är en kyrkobyggnad i Väderstad, Väderstads socken och församling i Östergötland. Den ligger 1 ½ mil väster om Mjölby och tillhör Linköpings stift.

## Kyrkobyggnaden
Väderstads kyrka är en stenkyrka i nyklassicistisk stil med stora fönster, kor i söder och torn i norr. I koret hänger en nutida altartavla av konstnären Einar Forseth. Predikstolen är placerad på östra långhusväggen och sakristian är belägen i östra delen av kyrkan, innanför vapenhuset. På läktaren finns en piporgel av den danska orgelbyggarfirman Marcussen & Søn, Aabenraa.

## Historik

### Ursprungliga kyrkan
Väderstads gamla kyrka byggdes i romansk stil troligen i slutet av 1100-talet. Till en början bestod den av långhus och mindre kor med absid i öster samt ett vapenhus på södra sidan. Fönstren var små och få. På långhusets tak reste sig en takryttare. Nordväst om kyrkan stod en med träspån helt inklädd klockstapel. Vid okänd tidpunkt anslöts ett bastant torn med liten tornglugg och sadeltak till långhusets västra gavel.
Under senare delen av medeltiden tillkom ett altarskåp från 1400-talet. På 1650-talet inköptes en dopfunt för 30 daler. År 1674 anskaffades en ny predikstol, som snidats och målats av mäster Henrik (Heinrich) Werner i Mo för 220 daler kopparmynt (eller 350 riksdaler). Trettio år senare var mäster Johan Graan verksam i kyrkan. Han målade om altartavlan och målade altardisk, läktare, stolar och "gardin" över predikstol och kyrkogångsstol. Under 1700-talet höggs de små medeltida fönstren upp och nya stora tillkom. Kyrkan hade förmodligen haft medeltida kalkmålningar, men år 1724 vitmenades hela interiören. År 1743 gjordes en större reparation och två år därefter revs klockstapeln och ett nytt spetsigt västtorn uppfördes av byggmästare Johan Nymann.
Carl Fredric Broocman berättar i mitten av 1700-talet "Kyrkons belägenhet är wäl här på en högd, och kan vara at hon therföre kallas Wäderstad; emedan wäder och wind obehindrad kan ther blåsa å alla sidor: men så är ock mögeligit, at Byn wid Kyrkon fått sitt namn af någon, som hetat Wädur, och Kyrkan uti fordna tider efter Byn hetat Wädurstad. Från henne är til Skeninge wid paß en och 3 ottodedels mil, och står hon på Krono grund. Af huggen Kalksten, med högt Torn och spånad Spets, är hon upmurad til 38 alnors längd, Tornet med inberäknadt, och til 10 alnars bredd. Altartaflan med förgyldta bilder är ifrån Påwetiden. Prädikstolen är köpt år 1675. Uti Tornet hänga Klockorna: och är på then större ingen inscription; men på then mindre
|  | står följande å thes ena sido: | Å andra sidon läses:                           |
|  | Kommer hit af Davids hus,      | Omguten för Wæderstads Kyrkos medel            |
|  | Låt oß wandra i HErans ljus.   | uti Pastoris Johan Rydbergs tienstetid år 1749 |
|  |                                | af Petro Petræo i Örebro.                      |
Af Antiquiteter är här ett Påwiskt Rökelsekar, och på Kyrkogården en Runsten, hwars Runor lyda så:
|  |                                                                    |
|  | GUILAR. UK. SUIN. RISDU. STIN. DANSI. IFTI. BRUDA. FADUR. SIN.     |
|  | Thet är: Gjölar och Swen upreste denne sten efter sin fader Brune. |
Under 1760-talet befanns det att kryssvalven var i dåligt skick. Eftersom det fanns pengar i kyrkokassan, 5 872 daler år 1778, ville pastor att man skulle göra en välbehövlig reparation. Även murmästare Peter Östberg, Skänninge, utdömde efter besiktning valven. År 1779 nedtogs de och i stället försågs kyrkans inre med ett platt brädtak, som lades in av länsbyggmästare Johan Olof Beurling, Vadstena. Redan år 1775 hade "käringkuren", troligen en mindre tillbyggnad, försetts med nya stolar.
Det klagades dock alltmer över att kyrkan var för trång. Vid en biskopsvisitation 1784 tog man både i Väderstad och i grannsocknen Harstad upp att deras kyrkor var för små.
Av Harstads och Väderstads romanska medeltidskyrkor återstår bara ruiner och ödekyrkogårdar.[källa behövs]

### Nuvarande kyrkan
Diskussionen om trängseln i kyrkan fortsatte och efter underhandlingar med Harstads socken, beslöt man 1818 att gå tillsammans och bygga en gemensam kyrka. Det pågick en ganska långdragen tvist om var den nya kyrkan skulle byggas, men man enades till sist om, att för rättvisans skull, lägga den mitt emellan de gamla kyrkorna, alltså 3 kilometer ifrån den gamla. Ritningarna upprättades av länsbyggmästare Johan Holmberg. Han hade ritat in predikstolen ovanför altaret men enligt ett senare förslag av arkitekt Carl Gustaf Blom Carlsson (1799-1868), Stockholm, placerades denna i stället vid östra långhusväggen. Han föreslog också en annorlunda utformning av tornet.[källa behövs]
Mark från Vallsbergs ägor inköptes och en "kyrkobyggnadsdirektion" tillsattes. Två anbud förelåg 1825, ett på 5 400 riksdaler av länsbyggmästaren Johan Holmberg, Linköping och ett annat på 4 000 riksdaler av byggmästaren Thunström. Man valde det lägre anbudet som var inlämnat av byggmästare Thunström. Efter detta beslut avgick kyrkoherde Carl Peter Ohrling som ordförande i byggnadsdirektionen. Därefter revs Väderstads gamla kyrka. De flesta gamla inventarierna såldes, till exempel en silverkanna, oblatask, kalk, paten och en brudkrona. Thunström fortgick med byggandet av Väderstads nya kyrka och på grund av brister i arbetet utfördes en avsyning. Vid en avsyning 1830 visade det sig delar av gipstaket fallit ned och utgjorde en fara för besökare. Synenämnden betygade, att entreprenören inte i någon enda punkt fullgjort sin skyldighet. Thunström avpolletterades från arbetet och fick inte ut sitt innestående arvode om 1 000 riksdaler. Johan Holmberg som lämnat det högre anbudet, övertalades att ta över. Han byggde bland annat färdigt läktaren och reparerade det gipsade taket. År 1837 blev kyrkan äntligen klar. Församlingen ansökte om att få ge kyrkan namnet "Oscar Fredriks kyrka" efter kronprins Oscar, hertig av Östergötland, vilket beviljades i ett kungligt brev 1829. Tre år senare, den 6 september 1840 (Tolfte söndagen efter trefaldighet) förrättades invigningen av biskop Johan Jacob Hedrén.[källa behövs]
Under 1800-talets slut ommålades en ny öppen bänkinredning i kyrkan. Under samma tid installerade kaminer i kyrkan. 1924 utökades trappan till huvudingången utanför kyrkan av byggmästaren Carl Johansson. Under samma år utfördes en ommålning av inredning (altarring, altaruppställning, nummertavlor, läktarbarriär och orgelfasad) och interiör.
Kyrkan genomgick från 1949 till 1953 en restaurering under ledning av arkitekt Johannes Dahl, Tranås.  I samband därmed överlämnades en hel del gåvor, såsom ny altartavla av Einar Forseth, antependium, ljuskrona, mässkrudar, altarbrun, altarkrucifix, dopskål samt bonad och matta vid funten. Kyrkan även värmeledningar och den målades invändigt och utvändigt.
1971 utfördes putslagning och avfärgning på kyrkans utsida av ingenjör Erik Persson på Johannes Dahls arkitektkontor. På insida av kyrkan målades taket och snickerier. 1987 målades yttertaket på kyrkan.

## Kyrkogården
På kyrkogården finns äldre gravstenar från de gamla kyrkogårdarna.
| Nr | Personer                            | Inskrift | Övrigt |
| -- | ----------------------------------- | --- | ------ |
| 1  | Sharel Person Ingeborg Andersdotter | HER VI DER HVILAS SAREL PERSON I SORDAL AFSOMNAD DEN 3 AVGVSTI ÅHR 1641 OCH HANS KARE HVSTRV H INGEBOR ANDERD AFSOMNADE DE 26 MARS ÅHR 1635 OCH THERAS BARN 4 SONER P H S AH S I DOTTHER GVDH THERAS SIÄLAR BEVARE. |        |
| 2  | Oluf Hakonsson Brita Pedersdotter   | HÄR VNDER HVILAS SALIGH OLVF HAKONSO I NYBLE GVILKE AFSONADE THE ÅR 16 MEDH SIN KIÄRA HVSTRV H BRITA PEDERSDOTTER AFSONADE THE ÅR 16 GVDH THERAS SIÄLAR BEWARE AMEN.                                                |        |
| 3  |                                     | DENNA STEN RUSTHÅLLAREN WÄLBO... |        |
| 4  | O. Svensson                         | RUST HÅLLAREN O. SVENSSON FÖDD 17 Mall:Division 83 DÖD 18 Mall:Division 40 i NYBLE. |        |
| 5  | Gripenköld                          | NÅGR AF HAR LJEU WÄLBORNE GRIJPENSKJÖLD OCH DES LBORNE FRU MA OCH DERAS ANH EGEN BEKOST |        |

## Inventarier

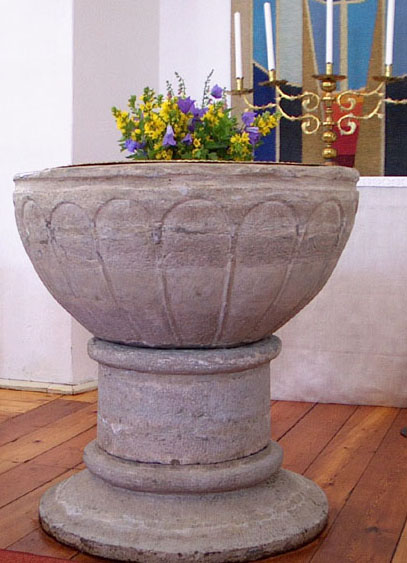
Dopfunten från 1200-talet

### Klockor
- Storklockan i tornet, gjuten 1786 av Anders Billsten, Norrköping.[1]

| ” | I omgutning förokt til storklåcka för Wäderstads kyrkos medel, uti pastoris et præpositl Nils Apelbergs tienste tid. År 1786 af A: Billsten i Norrköping. Gif menska akt uppå det ljud Som från min död tunga skallar; Men ännu mer hör lifsens Gud; Som dig till lif från döden kallar. | „ |

- Mellanklockan gjuten 1705 av Elias Arenhardt, Norrköping.

| ” | Alt thet anda hafwer lofwe Herran Alleluja. Regnante august et gloriosiss au Heroe Carolo XII denuo fusa Sum Norcop A: M. DCCV Sumptibus ecclesiæ et existente pastore Theseo Rÿdelio fusore Elias Arenhart. Kommer låter os glädias herranom och frögdas för wår salighet tröst Låt os med tack koma in for H: ansichte. | „ |

- Lillklockan, gjuten 1770 av Elias Fries Thoresson, Jönköping.

| ” | År sjuttonhundra sextio omgiöts just denna klåcka På det hon Harsta boar må til Kyrkan bättre låcka, At de där Herrans helga ord med andact höra må, Samt lefwa så och lofwa Gud, at de ock himlen få. Denna klåcka är om omguten med kyrkans bekostnad, då mag: Anders Palmerot war kyrkioherde. Af Elias Fries Thoresson uti Jönkiöping. | „ |

### Krucifix
- Krucifix "den lidande frälsaren", av lövträ från verkstad i Östergötland i mitten av 1300-talet, (bilder). Detta krucifix, som var den gamla kyrkans triumfkrucifix, hänger på västra långhusväggen ovanför altarskåpet.[1][källa behövs]
- Krucifix av lövträ, kors av furu från verkstad i Östergötland under 1300-talets sista fjärdedel, (bilder). Krucifixet, som var altarkrucifix i gamla kyrkan finns nu i sakristian.[1][källa behövs]
- Krucifix av trä från verkstad i Östergötland i mitten av 1400-talet, (bilder). Förvaras i tornkammaren.[1][källa behövs]

### Dopfuntar
- Dopfunt av sandsten, musselcuppstyp, ett gotländskt arbete från 1200-talets andra hälft. Tillhörande dopfat av mässing skänktes 1953 av De ungas sykrets.[1]
- Två dopfuntar tillverkade av Michael Hacke i Skänninge.[källa behövs] De är tillverkade för Harstads kyrka och Väderstads gamla kyrka den 2 och 9 januari 1660.[1]

### Predikstol
- Predikstol med symboler och förgyllda ornament. Den har följande symboler: Det allseende ögat, korset med en törnekrona, ett ankare med en palmkvist och De tio budorden.[1][källa behövs]
- Äldre predikstol i tornkammaren, inköpt 1674 av mäster Henrik (Heinrich) Werner i Mo, Västra Harg, för 220 daler kopparmynt (350 riksdaler).[1]

### Nattvardsservice
- Nattvardskalk med sexpassformig fot och ett litet krucifix och bär även små lejonhuvuden. Den är tillverkad på 1400-talets senare del. Cuppan på kalken är tillverkad 1868 av Sam Pettersson, Linköping.[1]
- Patenen med ingraverat Kristushuvud (Veronikas svetteduk) är från 1400-talets senare del och är samtida nattvardskalkens fot.[1]
- Oblatask, åttkantig, med inskrift Pastor Teseus Rydelius A:o 1707, tillverkad av Nils Nilsson Behm den yngre (1698–1720), Linköping.[1]
- Vinkanna från 1707 av Nils Nilsson Behm den yngre.[1]

### Ljusredskap
- En ljuskrona från 1692 tillverkad i mässing. Den har inskriften: GUDI TIL ÄRA HANS H TEMPEL TIL PRYNA ÄHR DENNA CRONA AF KYRCKIOHERDEN HER THESCO RYDHELIO OCH DES K HUSTRU CHRISTINA PALUMBA I TESTAMENTE EFTER SIG OCH DE SINA TIKL KYRCKAN FÖRÄRAT ANNO 1692.
- En ljuskrona i malm från 1721. Den har plats för 6 stycken ljus. Den har inskriften: DENNA CRONA ÄR I TESTAMENTE EFTER COMMINISTERN SAHL. HERR OLOF TRIWALLIÜS GIFWEN ÅHR 1721.
- Två nya ljuskronor.
- En tvåarmad ljusstaket av malm som är skänkt till Harstads kyrka år 1686 av hustru Brita i Bosgård. Står nu på altaret. INSKRIFT: THENNA LIUSESTAKA TIL HARSTA KYRKIA ÄR GIFWEN AF HUSTRU BRITHA I BOOSGÅRD. ANNO 1686.
- En ljusstaket med fyra armar av mässing i senbarockstil, tillverkad under slutet av 1600-talet.
- Ljusstake av mässing på dopaltaret

### Altartavlor
Altartavla föreställande Jesus inför nutidsmänniskan, målad av konstnären Einar Forseth (1892-1988) och skänkt av Märta Ottosson. På tavlan är en hänvisning till Johannesevangeliet 1:29. Den tidigare altartavlan bestod av ett kors.
- Altarskåp av ek från verkstad i Östergötland i mitten av 1400-talet, (bilder). Skåpet finns nu på den västra långhusväggen. Mittenpartiet föreställer överst Marias kröning i himmelen med fyra helgon. Till vänster står Katarina av Alexandria och till höger Barbara. Under dem står fyra stycken apostlar. Det västra dörren har övers Petrus och Paulus, under står Thomas och Jacob den yngre. På högra dörren står överst evangelisten Johannes och Jacob den äldre, under de står Mattias och en okänd apostel.[1]

### Textilier
- Två svarta mässhakar från 1829.[1]
- En mässhake av vit mönstrat siden från Libraria år 1937. Skänkt av Erik Ehrén och Gunnar Ehrén.[1]
- En mässhake av violett mönstrat siden från Libraria år 1953. Skänktes av Simon Johansson och Lars Jansson i Skeby.[1]
- En mässhake av grönt siden. Skänkt av Kyrkliga syföreningen.[1]
- En mässhake av rött siden. Skänkt av Gunilla Ektander och Gunnar Ektander i Stora Vahlby.[1]
- Dopbonad av Agda Österberg från 1969.[1]
- Dopmatta av Wahlbecks fabriker från 1969.[1]
- Antependium som är svart med vit brodyr. Har ett Kristus monogram IHS i mitten med kors på sidorna. Tillverkad 1937.
- Antependium av linne som är röd. Monogrammen är i guld och grått. Har ett Kristus monogram IHS i mitten med kors på sidorna. Tillverkad på 1900-talet.
- Kormattan är gjord i ryateknik och är tillverkad av Östergötlands hemslöjdsförening.[1]

### Begravningsvapen
- Begravningsvapen över Adam Johan Gripensköld (1635-1696).
- Begravningsvapen över Magnus Gripensköld.

## Orglar

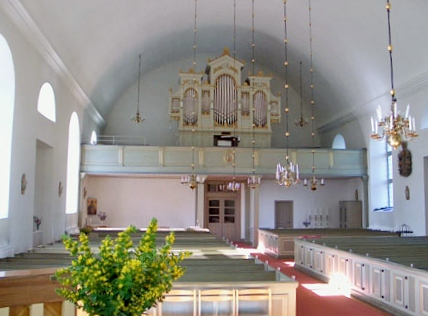
Orgeln

- Till den nya kyrkan inköpes ett orgelverk från S:t Pers kyrka, Vadstena för 2000 riksdaler, men när den anlände till Väderstad var verket så skadat att det måste repareras för 1100 riksdaler. Orgeln var byggd 1760 av Jonas Wistenius i Linköping och hade tjugo stämmor.

- Den danska firman Marcussen & Søn, Aabenraa, Danmark byggde 1863 en mekanisk tvåmanualig orgel.[4] Orgeln har en gemensam väderlåda för manual I och II samt en egen låda för pedalen. Instrumentet har fyra väderlådor och fyra kubbälgar. Vädertrycket är 30 grader. Orgeln invigdes av Gustaf Mankell 1863. Verket genomgicks 1969 och nya ventilfjädrar insattes av Reinhard Kohlus. År 1974 monterades en liten magasinsbälg för fläktdrift.

### Disposition
| Manual I C-f³                         | Manual II C-f³                                       | Pedal C-d¹                 | Koppel |
| Bordun 16’ (C-f1 i trä)               | Gedakt 16’ (C-f1 gemensam med Borduna 16')           | Subbas 16' (trä)           | I/P    |
| Principal 8’                          | Corno di Basetti 8’ (C-f0 gemensam med Principal 8') | Principal 8’ (C-B i trä)   | II/I   |
| Dubbelfløjte 8’ (trä)                 | Rørfløjte 8’                                         | Violoncello 8’ (C-G i trä) |        |
| Viola di Gamba 8’                     | Fugara 8’ (C-B gemensam med Viola di gamba 8')       | Octav 4’                   |        |
| Octav 4’                              | Fløjte 4’                                            | Basun 16’                  |        |
| Gemshorn 4’                           | Fagot 8’                                             |                            |        |
| Octav 2’                              |                                                      |                            |        |
| Cornet III fach, 4’ + 2 2/3’ + 1 3/5’ |                                                      |                            |        |
| Trompet 8’                            |                                                      |                            |        |

## Bildgalleri

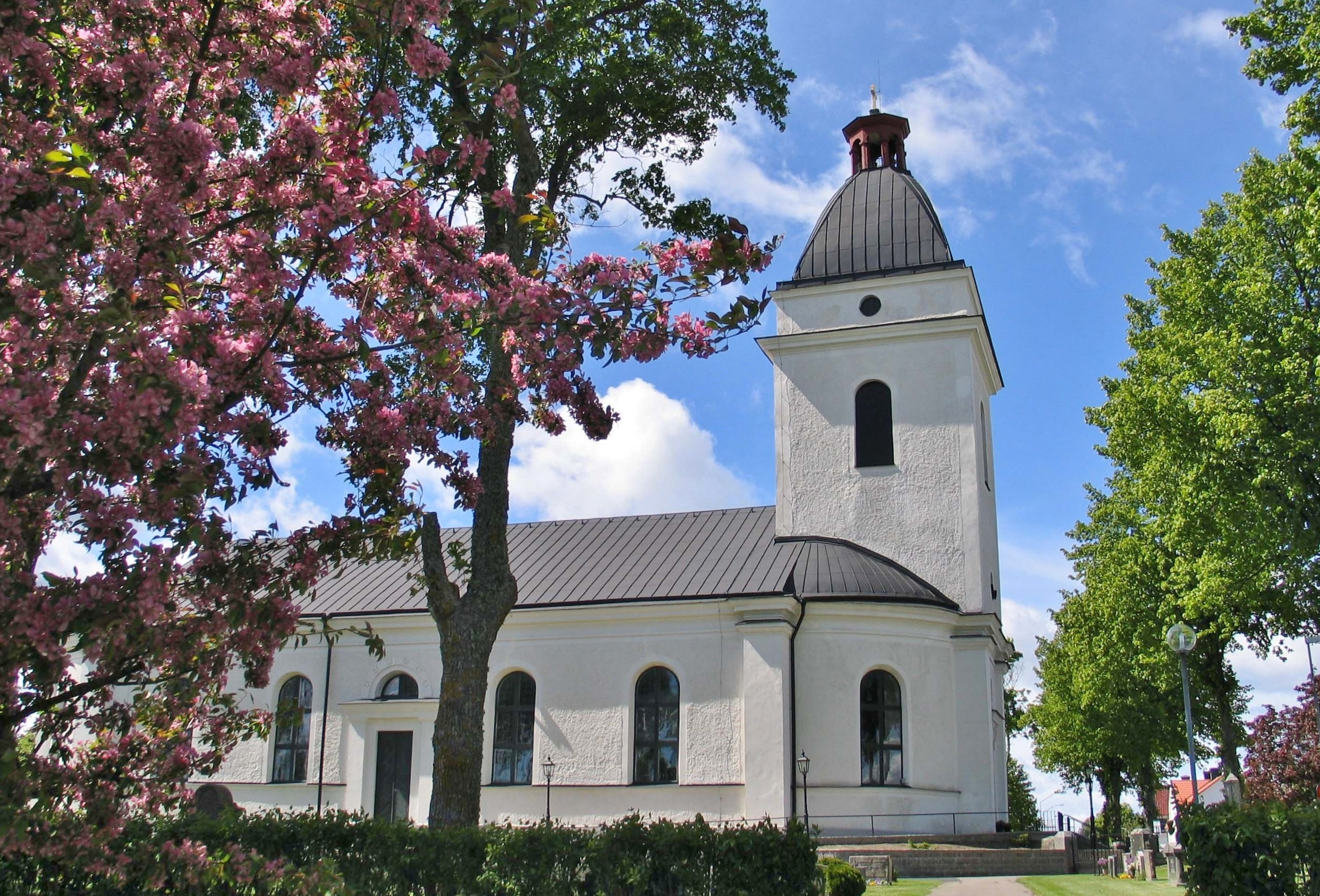
Kyrkan från öster
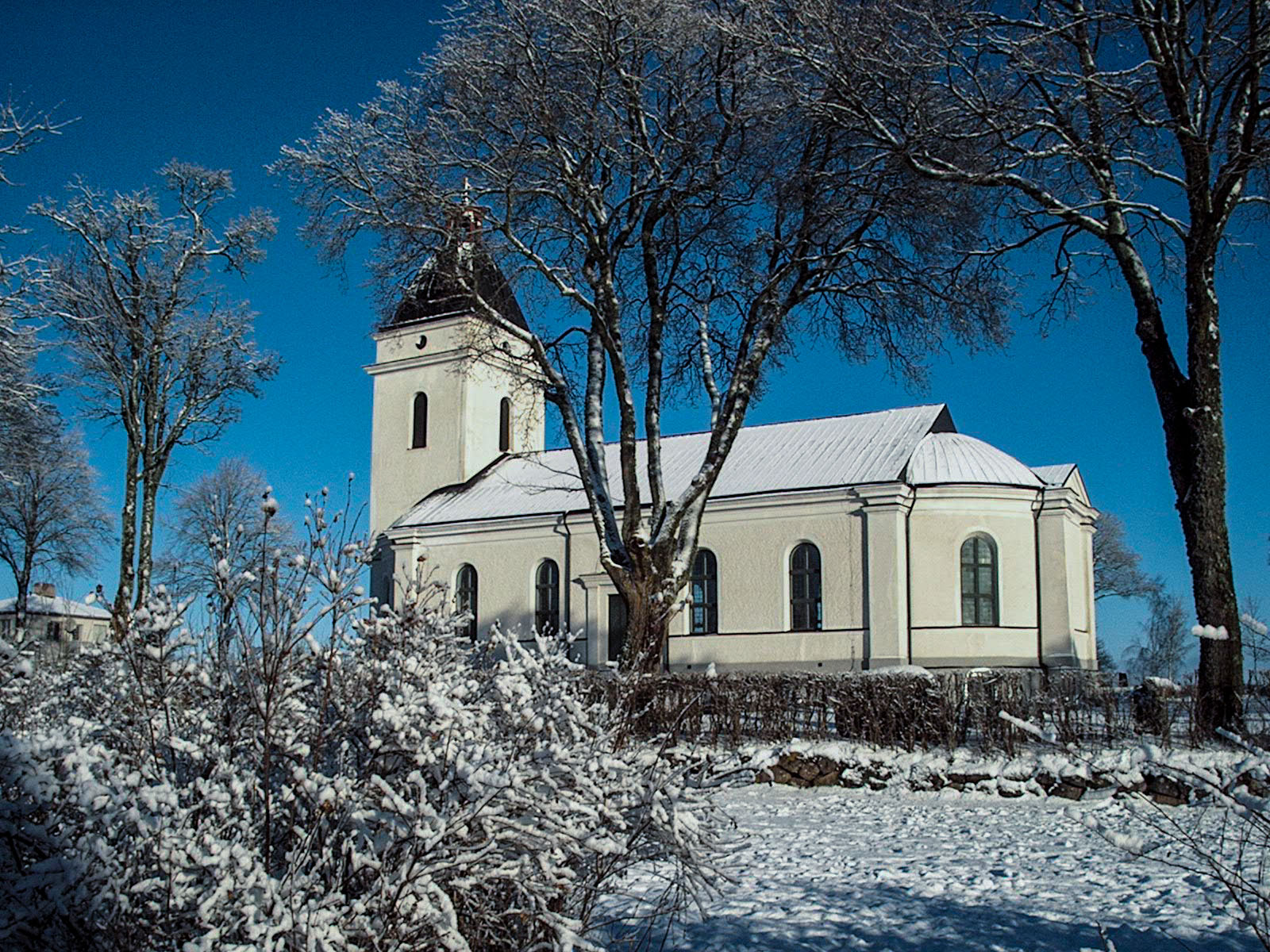
Exteriör från väster
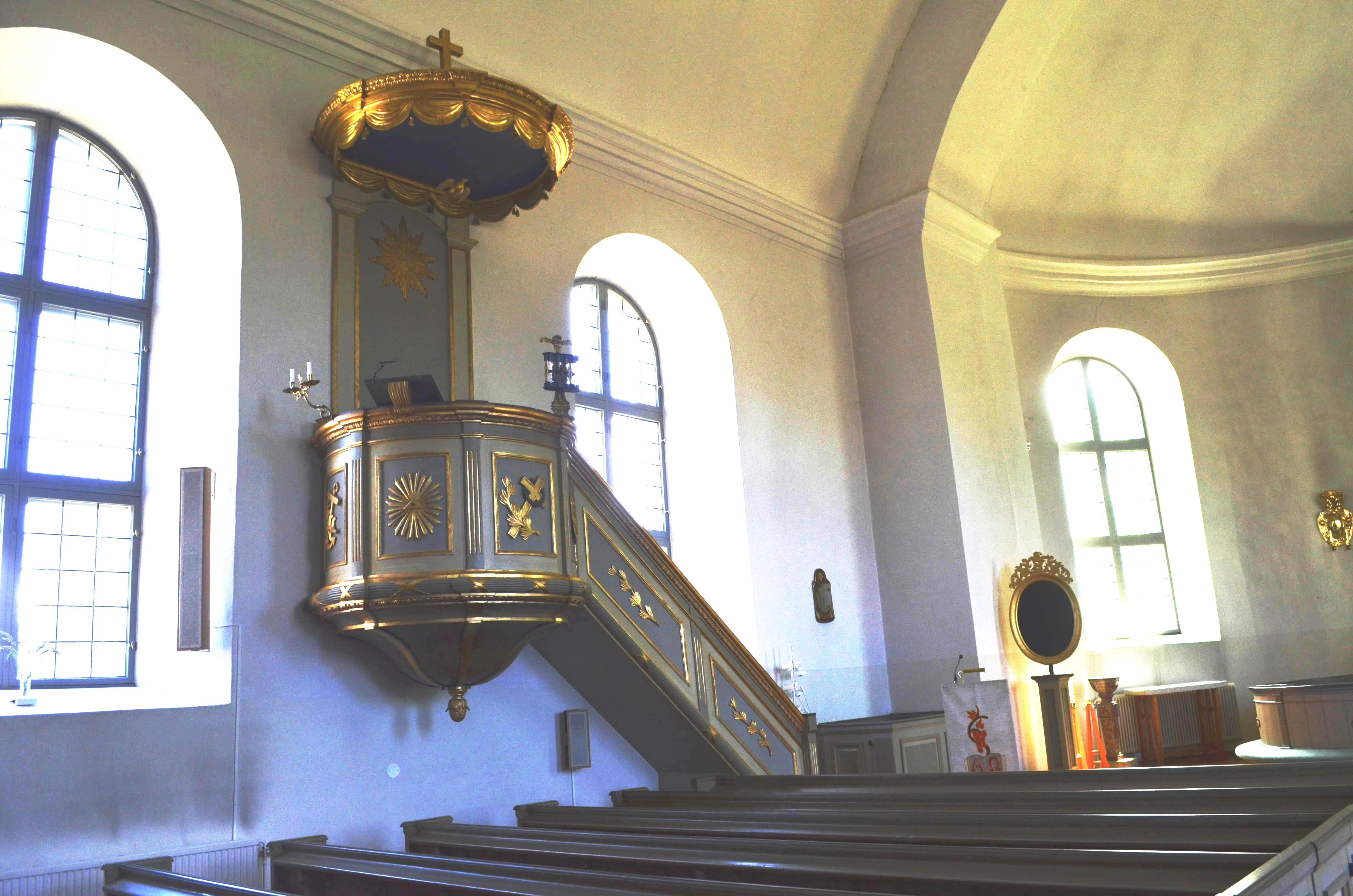
Väderstads kyrkas predikstol
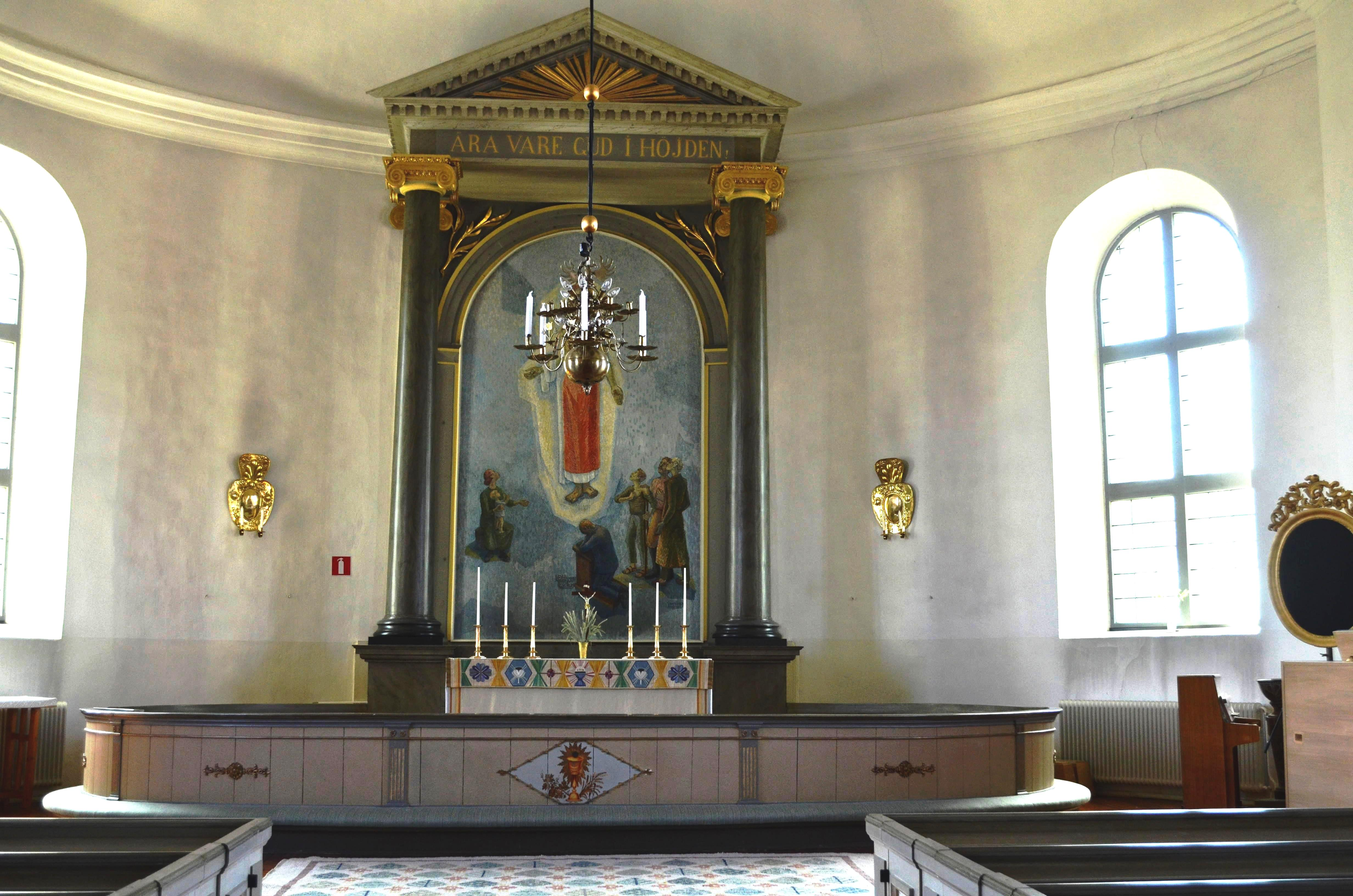
Väderstads kyrkas altare
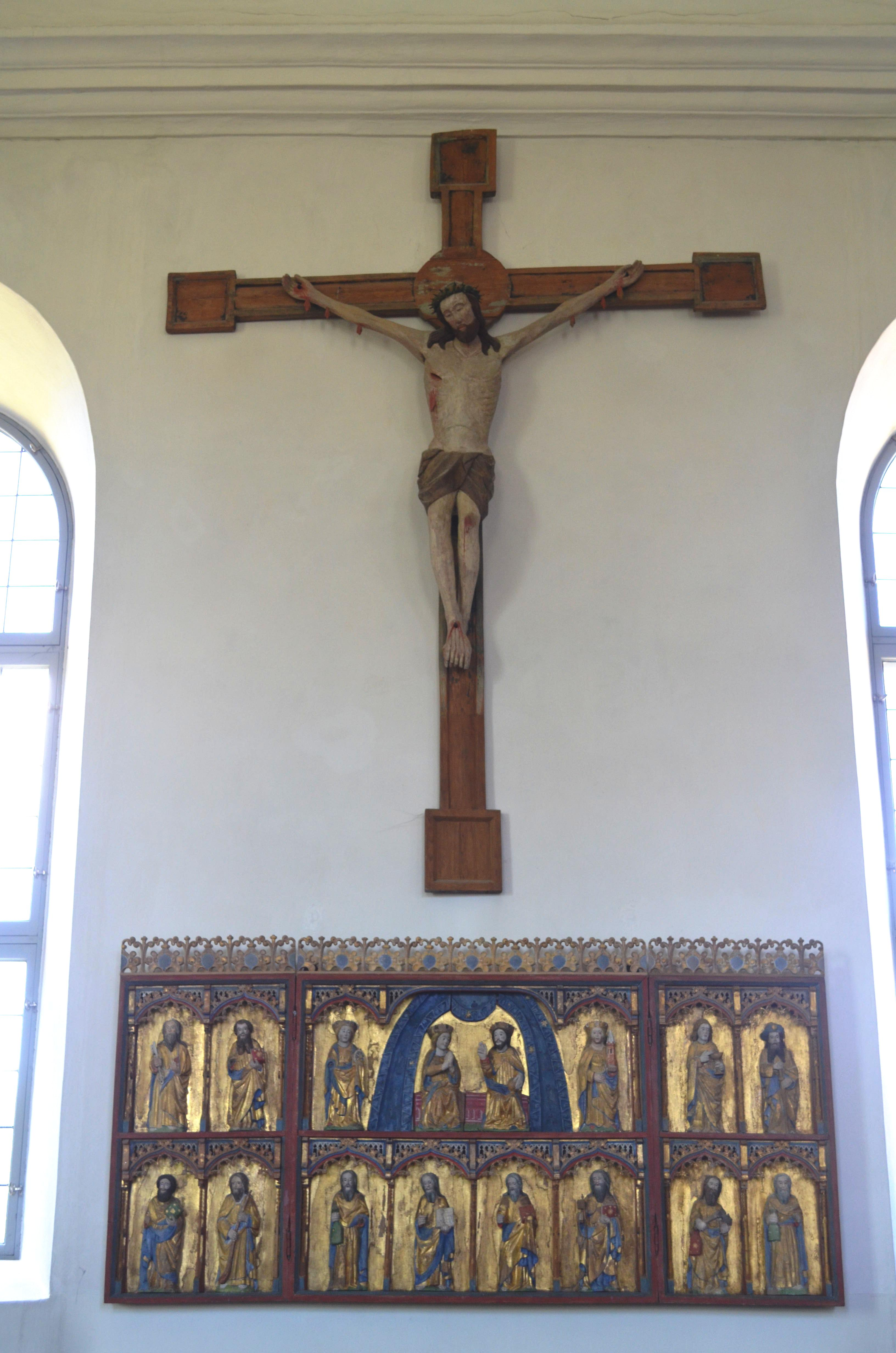
Väderstads kyrkas krucifix
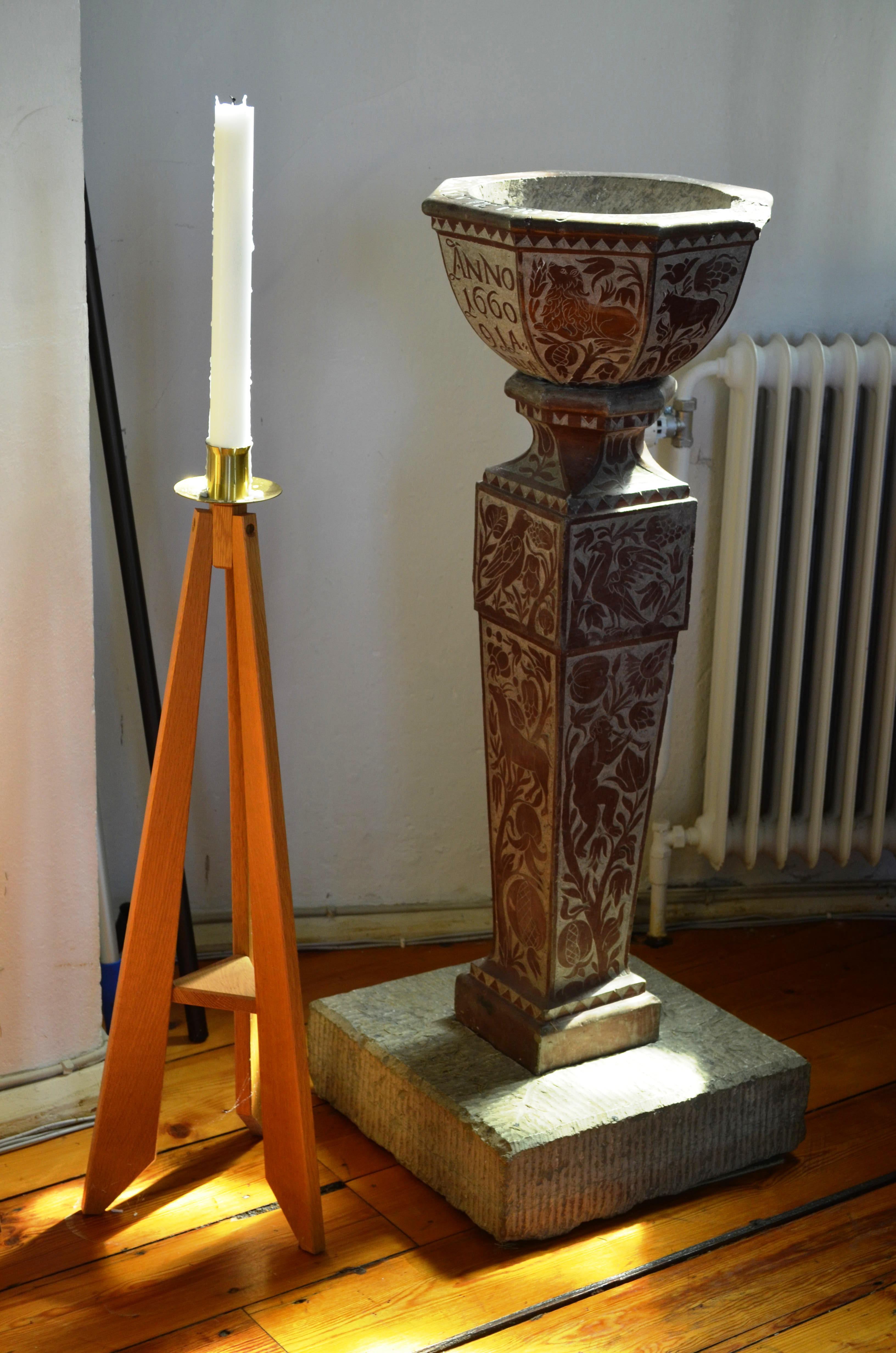
Väderstads kyrkas andra dopfunt
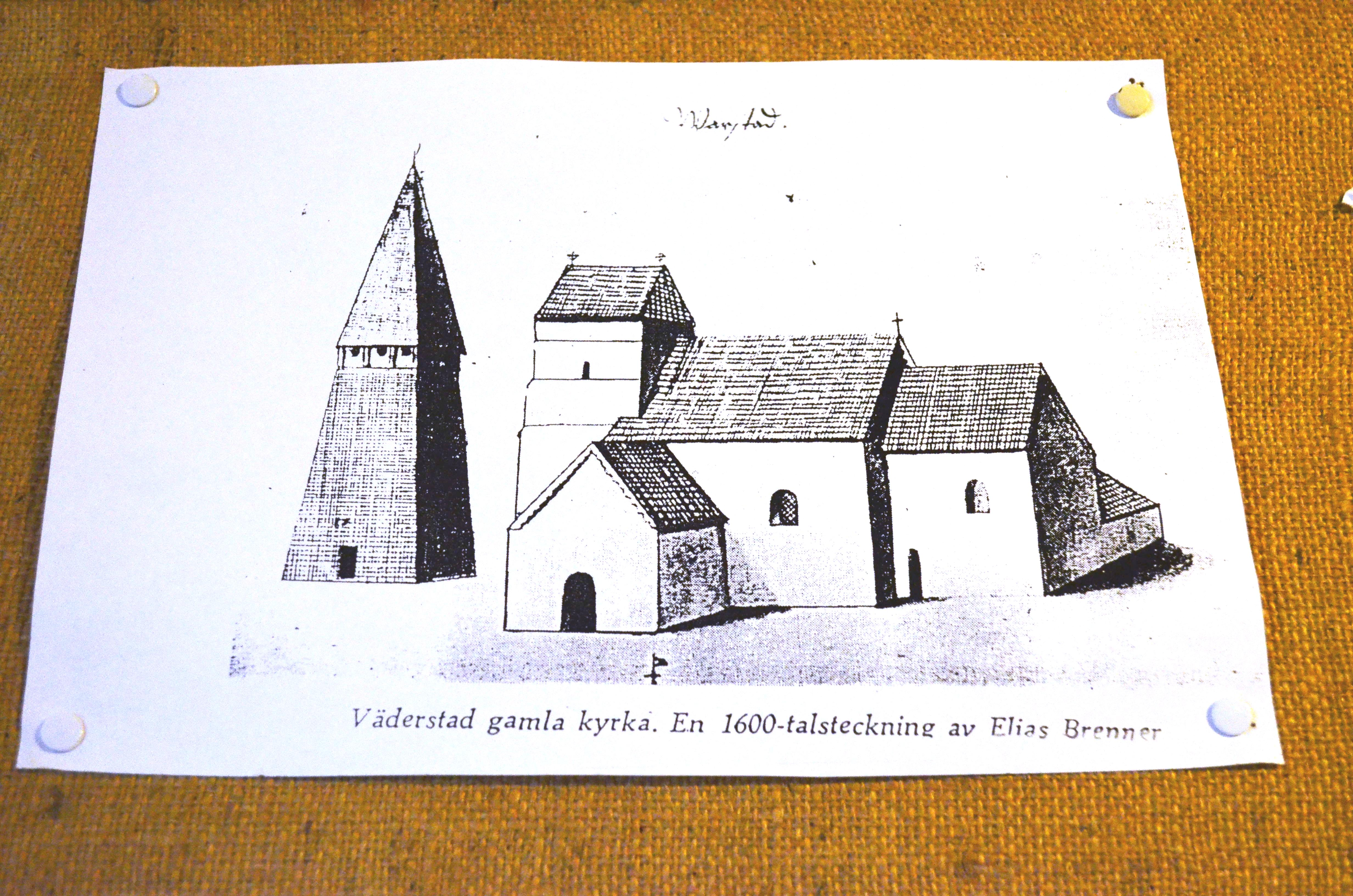
Väderstads gamla kyrka i en 1600-tals teckning